# Richmond—Ouest-Cap-Breton
Pour les articles homonymes, voir Richmond et Cap-Breton (homonymie).
Richmond—Ouest-Cap-Breton fut une circonscription électorale fédérale de Nouvelle-Écosse. La circonscription fut représentée par deux députés de 1925 à 1935.
La circonscription a été créée en 1924 d'une partie de Cap-Breton-Sud et Richmond. Abolie en 1933, elle fut fusionnée avec la circonscription d'Inverness pour former Inverness—Richmond.

## Géographie
En 1924, la circonscription de Richmond—Ouest-Cap-Breton comprenait:
- Une partie du comté de Cap-Breton
- Le comté de Richmond

## Députés
1. 1925-1930 — John Alexander MacDonald, Conservateur
2. 1930-1935 — Edgar Nelson Rhodes, Conservateur